# Alo, aici Denise!
Alo, aici Denise! (în engleză Denise Calls Up) este un film de comedie american din 1995, regizat de Hal Salwen⁠(d).

## Rezumat
Linda se trezește într-o dimineață când îi sună telefonul. Prietena ei, Gale, vrea să știe cum a decurs petrecerea ei de aseară. Spre consternarea ei, Linda îi spune că nu a venit nimeni, „nici unul”. Așa începe Denise Calls Up, povestea a șapte prietene care locuiesc în New York și care nu mai consideră necesar să se întâlnească față în față din cauza noii ere a internetului și a telefoanelor fără fir. Gale este însă mai puțin supărată de absenteismul absolut, decât de faptul că prietena ei Barbara nu a apucat să se întâlnească cu Jerry. Gale a încercat să le aranjeze o întâlnire. Așa că o sună pe Barbara, reproșându-i că nu a ajuns la Linda și convingând-o să se întâlnească cu Jerry. După ce protestează că a fost prea ocupată, Barbara în cele din urmă consimte. Între timp, Denise, care a rămas însărcinată în urma unei inseminări anonime cu spermă, îl localizează pe donator, Martin, și decide să-l sune. Și așa se întâmplă, personajele, prin telefon și fax, se feresc și își duc dorul unul altuia de fiecare dată, folosind o scuză după alta pentru a evita întâlniri, nașteri și chiar o înmormântare, până când, în cele din urmă, Frank, hotărât să îi adune pe toți laolaltă, organizează o petrecere de Anul Nou. Toți jură că vor fi acolo.

## Distribuție
- Tim Daly - Frank Oliver
- Caroleen Feeney - Barbara Gorton
- Dan Gunther - Martin Weiner
- Dana Wheeler-Nicholson - Gale Donelly
- Liev Schreiber - Jerry Heckerman
  - Hal Salwen - micuțul Jerry
- Aida Turturro - Linda
- Alanna Ubach - Denise Devaro
- Sylvia Miles - Sharon, mătușa lui Gale
- Jean-Claude La Marre - Dalton Philips, șoferul
- Mark Blum - Dr. Brennan

## Recepție
Rotten Tomatoes acordă filmului un rating de 72% pe baza a 29 de recenzii.
Hal Hinson, tot de la The Post, l-a numit o "satiră uimitoare a 
vieții yuppie din Manhattan" și a concluzionat: "Salwen a capturat și a identificat în mod corespunzător o specie americană modernă foarte specială. Apariția sa ca regizor este un adevărat eveniment". Owen Gleiberman de la Entertainment Weekly a dat filmului o notă de C, dar a spus că i-au plăcut personajele Jerry și Barbara. Roger Ebert a spus că ideea filmului a fost prea mică pentru un lungmetraj.

## Premii
- Camera d'Or, mențiune specială la Festivalul de Film de la Cannes[10]